# Список переименованных населённых пунктов Ивановской области

В данном списке приведены населённые пункты, расположенные согласно современному административно-территориальному делению в Ивановской области России, название которых изменялось.

## Б
- поселок совхоза «Пятилетка» → Бредихино (1981)[1]

## В
- посёлок дома отдыха «Игнатовское» № 1 →  Вондога  (1981)[1]

## Д
- поселок 2-го отделения совхоза «Вичугский» → Дачное (1981)[1]

## З
- Владычное → Заволжье (1934, город) → Заволжск (1954)
- поселок 3-го участка совхоза «Гаврилово-Посадский» → Загородный (1981)[1]

## И
- Иваново-Вознесенск → Иваново (1932)[2]
- посёлок Легковского карьера → Истоки[1]

## К
- Горки Павловы → Каминский (сельский населённый пункт)[3]
- посёлок 2-го отделения совхоза «Фурмановский» →  Косогоры  (1981)[1]
- Архангельское → Красноармейское (сельский населённый пункт)
- посёлок кирпичного завода → село Краснополянский (1981)[1]
- посёлок гравийного карьера → Курень (1981)[1]

## М
- посёлок строителей Костромской ГРЭС →  Мелехово (1981)[1]
- посёлок сплавной конторы → Мера (1981)[1]
- Новобогородское → Мордовское (сельский населённый пункт)

## Н
- посёлок центральной усадьбы совхоза «Комсомольский» → Новая Усадьба (1981)[1]
- посёлок путевой казармы → Новое Грибово (1981)[1]
- посёлок Юрьевецкого льнозавода → Новое Жуково (1981)[1]
- посёлок кирпичного завода → Новое Рощино (1981)[1]
- Рыло → Новоклязьминское (сельский населённый пункт)

## О
- посёлок санатория «Оболсуново» → Оболсуново (1981)[1]
- Обедово → Октябрьский (посёлок городского типа)[4]

## П
- посёлок торфопредприятия Яковлевского льнокомбината → Поверстное  (1981)[1]
- Яковлевское → Приволжск (1938, город)[5]
- посёлок дома отдыха «Игнатовское» № 2 →  Приволье (1981)[1]
- поселок Заволжской машинно-мелиоративной станции → Придорожный (1981)[1]

## Р
- поселок Зарубинской МТС → Раздолье

## С
- поселок 4-го участка совхоза «Гаврилово-Посадский» → Садовый (1981)[1]
- деревня Путковская → Скалинка (1981)[1]

## Т
- деревня Новинское → Тезинка (1981)[1]
- Подмонастырная Слобода → Тимирязево (сельский населённый пункт)

## Ф
- Середа → Фурманов (1941, город)[6]

## Ц
- посёлок Фурмановского торфопредприятия → Цветаево (1981)[1]
- посёлок Хлебницкого картофелетерочного завода → Ценский (1981)[1]

## Ч
- посёлок турбазы «Чайка» →  Чайка  (1981)[1]
- посёлок зоны затопления «Чертежи» → Чертежи (1981)[1]

## Ш
- посёлок дома отдыха «Порошино» →  Шаляпино  (1981)[1]

## Источник
- Г. П. Смолицкая. Топонимический словарь Центральной России. — Москва: Армада-пресс, 2002. — 416 с.
- Е. М. Поспелов. Имена городов: вчера и сегодня (1917—1992): Топонимический словарь. — Москва: Русские словари, 1993. — 249 с.